# Pantopsalis rennelli
Espèce
Pantopsalis rennelli est une espèce d'opilions eupnois de la famille des Neopilionidae.

## Distribution
Cette espèce est endémique des îles Campbell en Nouvelle-Zélande.

## Description
Le mâle holotype mesure 3,61 mm et la femelle paratype 6,62 mm.

## Systématique et taxinomie
Cette espèce a été décrite par Forster en 1964.

## Étymologie
Cette espèce est nommée en l'honneur de Kelly P. Rennell.

## Publication originale
- Forster, 1964 : « The Araneae and Opiliones of the subantarctic islands of New Zealand. » Pacific Insects Monographs, vol. 7, p. 58-115.